# Anolacia
Anolacia là một chi ốc biển, là động vật thân mềm chân bụng sống ở biển trong họ Olividae.

## Các loài
Các loài thuộc chi Anolacia bao gồm:
- Anolacia aperta (G.B. Sowerby I, 1825)[2]
- Anolacia bozzettii Prati, 1995[3]
- Anolacia mauritiana (G.B. Sowerby I, 1830)[4]